# Cserni Jován

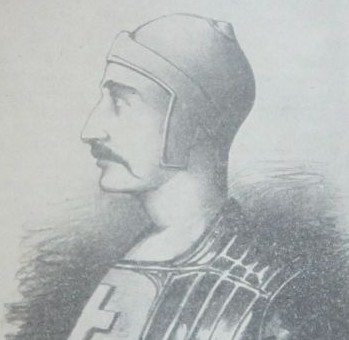
Cserni Jován-ábrázolás

Cserni Jován (szerbül: Јован Ненад vagy Црни Јован, horvátul: Ivan Crni, magyarul: Fekete Iván vagy János, Lippa?, 1492? – Tornyosfalu, 1527. július 25.) szerb felkelővezér. 
A „fekete” nevet onnan kaphatta, hogy állítólag a halántékától egy hatalmas fekete anyajegy húzódott le a testén. 
A Fekete Ember elnevezés nemcsak Jovánra vonatkozott. A 16. század második felében élt Karácsony György felkelővezért is Fekete embernek nevezték, akinek román származásából adódóan kicsit sötétebb lehetett a bőre, az azonban mégsem lehet teljes bizonyossággal mondani, hogy a fekete megjelölés külső jegyeket, vagy bőrszínt takar, mert akár szóba jöhet éppen fekete, azaz sötét lelkületű az illető, vagy van valami múltbéli takargatnivalója, esetleg rejtélyes tulajdonságokkal rendelkezik. Jován életét végigszemlélve a fekete, mint rossz jelző igenis illett rá.

## Élete

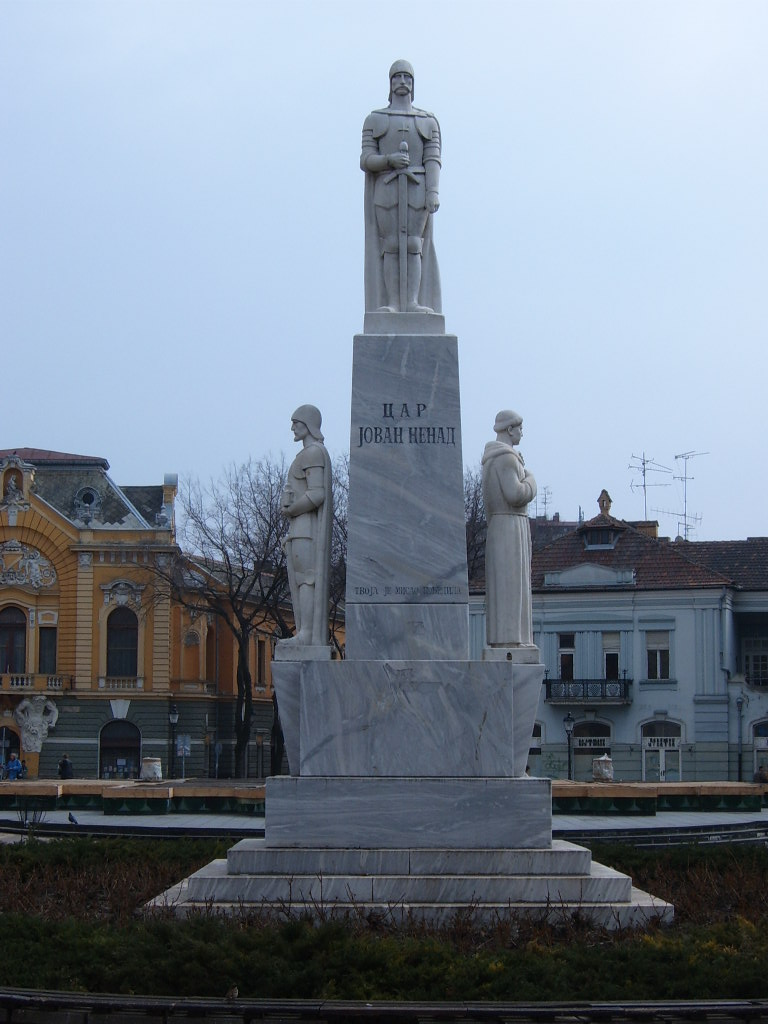
Jován vezér szobra Szabadkán

A hagyomány szerint Lippán született, de sokkal valószínűbb, hogy a Délvidéken. Születésének időpontját Veselin Dželetović Jovánról szóló könyvében teszi 1492 körülre.
Jovan paraszti sorból nőtt ki, de magáról azt állította, hogy szerb fejedelmek leszármazottja, ám állítását hitelesen bizonyítani soha életében nem tudta. Fiatal vitézként a Délvidéken a 16. században sok szerb szolgált, köztük volt Jován is, aki részt vett a mohácsi csatában, majd Szapolyai János lovas szolgája lett.
A szerbek a törökök elől tömegével menekültek Magyarország belső területeire. Szapolyai, akit királlyá választottak, megpróbálta megszervezni őket, hogy a török ellen új határvédelmi vonalat alakítson ki. Ezért Bácsra letelepített szerbek élére Jovánt nevezte ki.
Kezdetben még harcolt a betörő törökökkel, de később nyíltan hangoztatta ambícióit, hogy ő a török elleni harc letéteményese, mint egy „Isten küldötte vezér.” Azonban nagyon szilaj, erőszakos és kegyetlen ember hírében is állt.

## A felkelés
A szerbek kiváltságolásának kérdése a délvidéki uraknál és a főuraknál igen heves ellenállásba ütközött. Többen azt állították, feltehetően puszta irigységből és féltékenységből, hogy Jován a törökhöz fog állni. Jovánt a vádak érzékenyen érintették és amikor összetűzések kezdődtek az urak, a magyar parasztok és a szerbek között, akkor szembeszállt a királlyal. Jován már 1526 novemberében megszállta Szabadkát, de a bácsi felkelés akkor robbant ki, mikor az urak három nagy fegyveres akciót hajtottak végre a rácok ellen. A támadások után a harcok egyre hevesebbek lettek, s Jován emberei mint garázda bandák mentek szét a Délvidéken.
Szabadkán saját udvart alakított ki és familiárisai voltak, többek között Cselnik Radoszláv seregeinek alvezére, Verlics Szubota kincstartó és nádor, valamint két zászlós úr Dolics Jován és Literat Fábián. Züllött és szertelen életet élt, nagy zsákmányt halmozott föl, közben pedig állandó harcot vívott a nemesekkel és a parasztokkal.
A főurak parasztvezérnek kiáltották ki, noha ebben a felkelésében nem parasztok vettek részt. Jován cárrá neveztette ki saját magát, ellenségei állításai szerint mindezzel azt igazolta, hogy önálló szerb fejedelemséget akart kiépíteni a Délvidéken. Voltaképp ez nem is önálló ország volt, hanem egyszerű kiskirályság, aminek Szabadka lett a székhelye, de Jován gyakran tartózkodott Szegeden, vagy Tornyosfaluban is.
A Szapolyaival szembenálló Habsburg Ferdinánd főhercegnek kapóra jött Jován, ezért Révay Ferenc püspököt bízta meg a vele való tárgyalással. Mikor Révay megjelent nála, az ittas Jován gőgjében karóba akarta húzni, mert szerinte megzavarta őt, de Révay megvendégelte és drága ajándékokkal kecsegtette. Jován ekkor Ferdinánd mellette kötelezte el magát és ígéretet tett, hogy János király minden párthívét üldözni fogja. Jován korábban Szapolyait hevesen ostromolta azzal az indítvánnyal, hogy mihamarabb indítsanak megelőző támadást Ausztria ellen.
1527 májusában az önjelölt cár egy kiáltványt adott ki, amiben törökpártisággal vádolta Szapolyait.

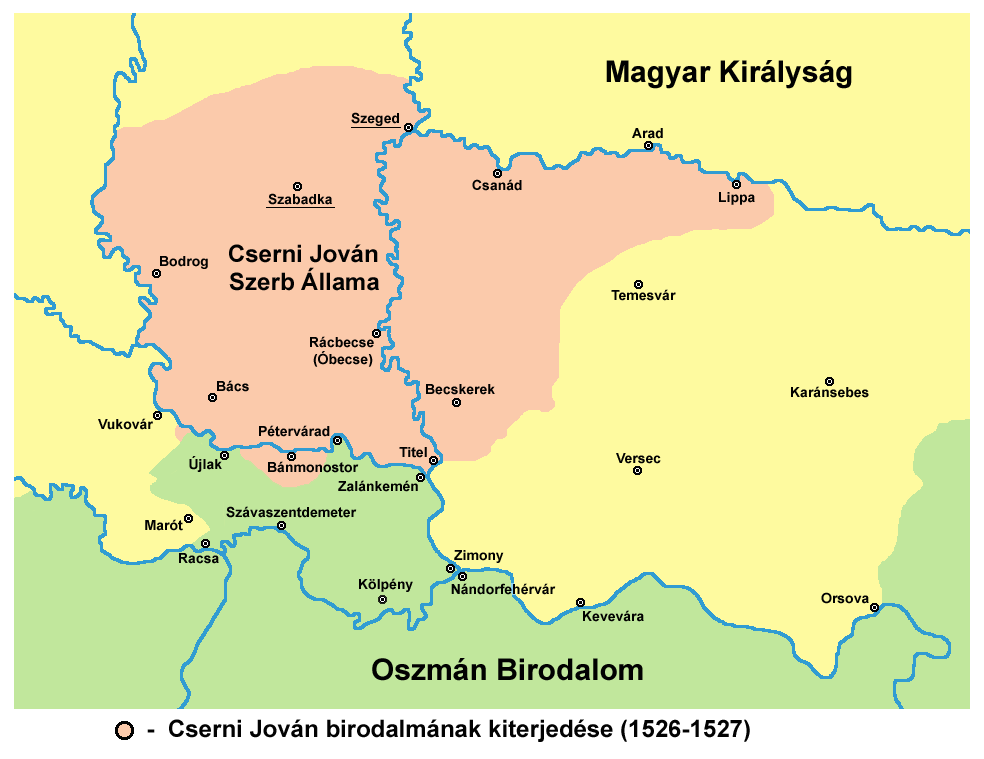
Cserni Jován délvidéki „cársága”

Május 22-én a tiszántúli Szőlősnél (ma Csigérszőllős, Románia) Jován megverte Perényi Péter erdélyi-szász seregét, amit a tiszavidéki parasztok és nemesek is támogattak. Ezután betört Dél-Erdélybe és a szász területekre. Kegyetlenkedéseit jól példázza a Hunyad vármegyében, de különösen Hátszegen elkövetett gaztettei, ahol sok románt is legyilkoltak a szerbek, noha velük azonos, ortodox vallásúak voltak.
A parasztok a nemesek, papok és tanítók vezetésével mindenütt fegyvert fogtak ellene. A szerb seregben lassacskán demoralizálódás és bomlás állt be a fizetetlenség, az állandó rablásokkal járó fegyelem megbomlása és más gondok miatt. Rengeteg szerb már a szőlősi csata után elszökött Jován mellől és az oszmán uralom alatt levő Szerémségbe tért vissza.
Ferdinánd is ráparancsolt, hogy azonnal hagyja abba a rablást és gyilkolászást, de küldötte, Hoberdanecz János sem tudta megfékezni.
Perényi és Czibak Imre váradi püspök, valamint temesi ispán vezette seregek a Szeged melletti Sződfalván vereséget mértek a rácokra, akik közül több ezren menekültek vissza az Oszmán Birodalomba.
Jován Szegedre futott a csatából, ahol rátámadt egy gazdag polgár, Zákány István házára, hogy kirabolhassa. Szilágyi László szemben levő kastélyából egy Vid Sebestyén nevű gyalogos katona muskétával rálőtt Jovánra, akit az ágyékán talált el.
Emberei Tornyosba vitték a haldoklót, egyik ottani tanyájára. Azonban hamar híre ment, hogy ott bujkál, s ekkor enyingi Török Bálint háromszáz lovassal elindult, hogy elfogja. Mikor rátalált, megölte, fejét levágta és elküldte Budára Szapolyainak. Zákány és Vid ugyan tanúsították a király előtt, hogy Török végzett Jovánnal, ezért a király gazdagon megjutalmazta, de az sem valószínűtlen, hogy már halott volt, amikor rátaláltak.

## Emléke
Cserni Jován emlékével az 1848-ban harcoló szerb felkelőket is bátorították és rá hivatkozva akartak létrehozni egy vajdasági szerb államot.
A szerbek ma is nemzeti hősnek tekintik Cserni Jovánt, aki a független Szerb Vajdaság hőse. Az általa uralt területet mint önálló szerb fejedelemséget állítják be és Szabadkán szobra is van a felkelő vezérnek. Az emlékművet a trianoni békeszerződést követő években (1927) állították fel, kifejezve ezzel a szerb nemzet „döntő” győzelmét a magyarok fölött. 1941-ben amikor a Délvidék egy részét visszacsatolták Magyarországhoz, a honvéd csapatok a szobrot lefejezték, ledöntötték és büntették azokat, akik Jovánról méltatólag beszéltek. Restaurálás után a szobor 1991. november 9-én került vissza az eredeti helyére, felavatásán Vojislav Šešelj is beszédet mondott.

## Értékelése
Az elmúlt időkben rengeteg változott a Jovánról kialakult kép. Nem parasztvezér, ez tény és való, mert az általa vezérelt felkelők fellázadt rác katonák voltak, de nem is államalapító, mivel uralma nem maradt fenn, és államának önállósága meglehetősen vitatott, leginkább csak a szerb nacionalista gondolkodás akarja igazolni. Jován uralmát a Délvidéken nem abból a célból terjesztette, hogy független országot alapítva elszakadjon a magyar királytól.  Legfeljebb egy független állam történelmi előfutáraként értékelhető.

## A szépirodalomban
- Gulácsy Irén: Fekete vőlegények
- Jókai Mór: A magyar nemzet története regényes rajzokban – A fekete cár (Online elérhetőség)
- Ordas Iván: A fekete cár[1]